# Maria Romberg
Maria Romberg, född 1697, död 14 april 1725 enligt julianska kalendern, var en svensk kvinna som tillsammans med flera medhjälpare avrättades för att ha planlagt och deltagit i mordet på sin make. 

## Bakgrund
Maria Persdotter Romberg tillhörde en rådmanssläkt i Borås. Hon hade år 1716 vid 19 års ålder gift sig med en 27 år äldre resehandlare vid namn Anders Boberg. De fick en dotter ihop, Anna Britta, i januari 1718, men äktenskapet knakade snart i fogarna. Boberg befann sig ofta på resande fot och var dessutom svag för "susande och dryckenskap". År 1719 inledde Maria ett förhållande med den två år äldre Haqvin Wijndruf. Han var fadder till hennes barn och en förmögen stadsnotarie och rådman med stort inflytande i Borås. De båda hade känt varandra sedan barndomen och förhållandet tros ha varit allmänt känt i staden. Flera personer agerade t.ex. budbärare åt hundratals hemliga små kärleksbrev dem emellan. Alla dessa ömhetsbevis skulle senare läsas upp i rätten och ses som bevis på deras gemensamma skuld. 
Redan år 1722 gjorde Maria ett misslyckat försök att förgifta sin man med kraftiga kräkmedel. Efter detta vände hon sig till båtsmanshustrun Ingeborg Hansdotter, även kallad Romans Ingeborg. Ingeborg var trollkunnig, sas det, hon skröt rentav om att ha tagit livet av flera personer tidigare. Tillsammans smidde de planer på att mörda Boberg. Vid ett tillfälle försökte de strypa honom med en halsduk i sömnen. Julen 1724 invigde de också pigan Karin Andersdotter i det hela. Karin hade agats av sin husbonde och ville hämnas.

## Mordet
28 december 1724 försökte ett par präster tala Maria tillrätta. Samma kväll planlade Maria mordet tillsammans med Ingeborg och Karin. Haqvin lär också ha varit med. Under natten gick de tre kvinnorna in till den sovande Boberg och Ingeborg slog honom i huvudet flera gånger med ett senapslod. Därefter lade de honom så att det skulle se ut som om han ramlat och slagit huvudet i öppna spisen.

## Rättegång och dom

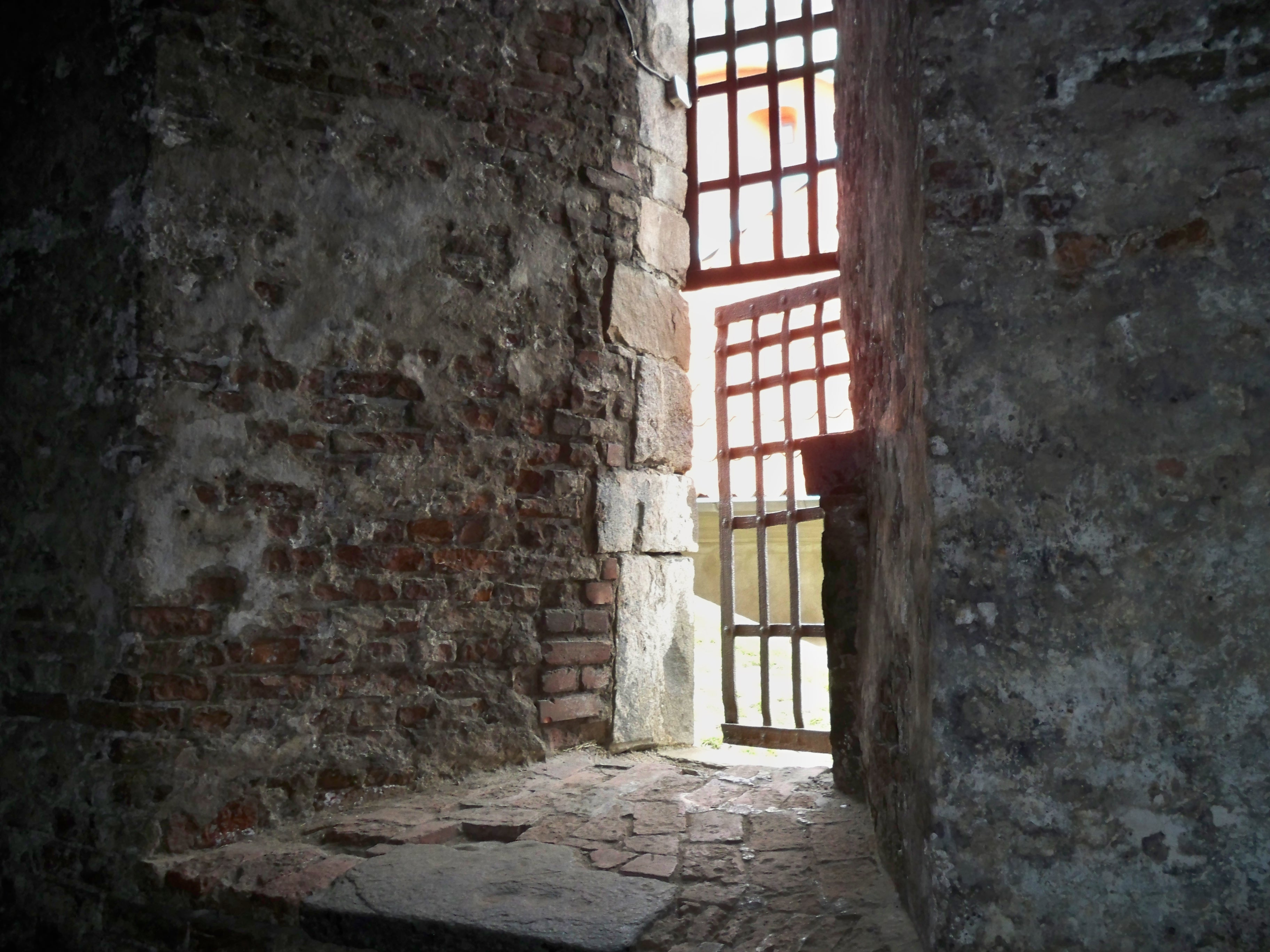
Fönster i fångvalvets logement på Nya Älvsborgs fästning.

Fältskären Sodeman som undersökte liket upptäckte att han omöjligt hade kunnat ramla och slå sig så illa. Han misstänkte därför mord. Maria nekade, men då Karin erkände bekände hon och bad så småningom Haqvin göra likadant. Han nekade och lyckades en kväll fly från häktet med pengar han fått av vänner, men infångades. De fyra åtalade transporterades därefter till Nya Älvsborgs fästning för en säkrare förvaring. 
Den 23 februari 1725 dömdes de till döden i rådsturätten, en dom som fastställdes av hovrätten den 3 mars 1725. Avrättningen ägde rum på Galgbacken vid Ramnasjön den 14 april 1725, gamla stilen. Räkning för detta inlämnades till Borås stad av Anders Christian Wessman, skarprättare från Göteborg. 
På skarprättarens räkning stod följande: 
"Nämligen för Haqvin Windrufvas halshuggande samt steglande......30 dlr smt
För Maria Rombergs (Bobergs hustrus) halshuggande och bålbrännande.....15 dlr smt
För Romans Ingeborgs högra hands avhugggande och halshuggande samt bålbrännande......................20 dlr smt
För pigans Karins halshuggande och nedgrävande.....................10 dlr smt"
Till historien hör att bödeln under en veckas uppskov med avrättningen inhystes hos den dödsdömde Haqvins yngre bror Andreas Wijndruf, som då var 21 år. Denne vigdes för övrigt till präst fyra dagar efter broderns avrättning och blev samma år präst i en svenskbygd vid Delawarefloden, nuvarande New Jersey, där han avled 1728.